# Byron Dorgan
Byron Leslie Dorgan, né le 14 mai 1942 à Dickinson, est un homme politique américain, sénateur du Dakota du Nord au Congrès des États-Unis. Il est membre du Parti démocrate - Ligue non partisane du Dakota du Nord, branche du Parti démocrate dans l'État.

## Biographie
Commissaire fiscal de 1969 à 1980, il est député à la Chambre des représentants des États-Unis de 1981 à 1992.
En 1992, il est élu au siège de sénateur des États-Unis laissé vacant par le démocrate sortant Kent Conrad.
Réélu en 1998, il obtient 68 % des voix en 2004 contre le républicain Mike Liffrig alors que George W. Bush est plébiscité en même temps par les électeurs de l'État à l'élection présidentielle.
Il apparaît dans le film de Michael Moore intitulé Fahrenheit 9/11.
En janvier 2010, il annonce qu'il ne sollicitera pas un nouveau mandat lors des prochaines élections du mois de novembre 2010.